# Nils Wiklund
Nils Wiklund, född 1732 i Nederkalix församling, död 6 september 1785 i Nedertorneå församling, var en svensk präst.
Nils Wiklund, som var bondson från Bredviken, blev student vid Uppsala universitet höstterminen 1753 och prästvigdes i Stockholm 1765. Därefter var han åren 1765–1776 pastorsadjunkt i Övertorneå församling med undantag av några månader som kapellpredikant i en annan församling i Tornedalen. 
Under Wiklunds tid i Övertorneå utbröt en väckelserörelse som kom att förknippas med honom och har kallats Wiklundska väckelsen. Rörelsen präglades av lekmannaförkunnelse och fick efterhand en karismatisk karaktär, bland annat med ett slags tungomålstalande. Botpredikanter uppträdde i kyrkan under själva högmässan, då tjänstgörande präster, Wiklund och kyrkoherden Isak Grape, i regel nöjde sig med att förmana de väckta eller bara gjorde uppehåll i predikan, vilket kan tolkas som att de tolererade rörelsen. Wiklund och Grape gjorde i augusti 1774 en anmälan om saken till domkapitlet i Härnösand men fick inget svar. Väckelserörelsen vann då terräng och prästerna i Övertorneå började anklagas för missförhållanden i församlingen. En undersökning gjordes av kommission utsedd av konsistoriet och hösten 1776 drogs saken också inför världslig rätt, där expeditionsbefallningsmannen Anders Ottonius var åklagare. Grape dömdes för tjänsteförseelser och fick en varning, medan Wiklund avsattes. Men efter överklagande hos högre instans återfick han 1779 sin tjänst. Då hade för övrigt väckelsen som sådan ebbat ut. År 1781 tillträdde Wiklund som komminister i Nedertorneå församling.
Då Wiklund befann sig i Stockholm för att överklaga sin avsättning inköpte han Tyska kyrkans utrangerade 1600-talsorgel, som sedan installerades i Övertorneå kyrka och som i slutet av 1900-talet resulterade i forskning i det så kallade Övertorneå-projektet.
Han var gift med Barbro Margareta Turdfjӕll, som var änka efter kyrkoherde Nils Gran i Jukkasjärvi och dotter till kaptenen Jacob Turdfjæll den äldre. Även en yngre bror till Wiklund, Erik Wiklund, blev präst i Tornedalen.